# 25ns Premis AVN
Els 25ns Premis AVN va ser un esdeveniment durant el qual Adult Video News (AVN) va presentar els seus Premis AVN anuals per homenatjar les millors pel·lícules pornogràfiques i entreteniment per adults de 2007 als Estats Units.
La cerimònia es va celebrar el 12 de gener de 2008, al Mandalay Bay Events Center, a Paradise (Nevada).

## Cerimònia
El 25è aniversari dels Premis AVN es va emetre a Showtime el 14 de març. La presentació de dues hores, anunciada com The AVN Adult Movie Awards, es va gravar el 12 de gener al Mandalay Bay Events Center a Paradise (Nevada). Per primera vegada el programa es va rodar en Alta definició i també es va emetre en aquest format.
AVN va anunciar nominacions per als seus premis anuals el 26 de novembre de 2007. Els nominats de les 114 categories van ser seleccionats pel personal d'AVN, i els guanyadors van ser seleccionats pels guionistes d'AVN i altres crítics de pel·lícules per a adults.
Els líders en nominacions van ser Unpload, un vídeo thriller de ciència-ficció de SexZ Pictures, amb 22 nominacions, i Layout, una pel·lícula de Vivid Entertainment Group, amb 18. Aquest és l'últim any amb categories separades de pel·lícules i vídeos als premis AVN.
L'intèrpret/directora Belladonna va rebre nou nominacions, a millor director (no llargmetratge), director de l'any i set escenes de sexe. L'intèrpret/directora Stormy Daniels va rebre set nominacions, per actuació, direcció, guió, director de l'any, intèrpret femení de l'any, estrella crossover de l'any i escena de sexe en parella amb el veterà intèrpret Randy Spears.
El mateix Spears va rebre cinc nominacions, entre elles millor actor (vídeo), millor actor secundari (pel·lícula) i Intèrpret masculí de l'any; l'intèrpret Steven St. Croix va rebre cinc, quatre per actuar i una escena de sexe; l'intèrpret/director Brad Armstrong va rebre quatre, per interpretació, guió i dos per direcció.
Wicked Pictures i les seves companyies afiliades van liderar el recompte de nominacions amb 91, seguides per Evil Angel Productions i els seus afiliats amb 88, Vivid Entertainment i els seus afiliats amb 84, Pure Play Media i els seus afiliats amb 48, Digital Playground i els seus afiliats amb 41, JM Productions i els seus afiliats amb 39, Elegant Angel Productions amb 33, Adam & Eve Pictures i els seus afiliats amb 32 i Hustler Video i els seus afiliats amb 31.
Les incorporacions d'enguany al Saló de la Fama són els intèrprets Brittany Andrews, Jay Ashley, Angel Kelly, Dyanna Lauren, Raylene, Ruby, Alexandra Silk, Angela Summers i Tasha Voux, intèrpret/directora Skye Blue, cameraman Jake Jacobs i el director Michael Raven.

### Canvis en les categories
La 25a edició dels AVN Awards va ser l'última en què les produccions rodades en pel·lícula es divideixen en categories separades de les rodades en vídeo. Aquest canvi es deu al poc nombre d'empreses que produeixen pel·lícules.
El president d'AVN Paul Fishbein va declarar: "Si la gent fa pel·lícules, serà elegible en totes les categories, i si n'hi ha prou, tindrem una categoria de millor pel·lícula per separat".
Les categories dels premis AVN que fins aquest any s'han dividit en pel·lícula i vídeo són: Millor actor, Millor actriu, Millor escena de sexe per a noies, Millor escena de sexe anal, Millor direcció artística, Millor fotografia/videografia, Millor escena de sexe de parella, Millor director, millor muntatge, millor escena de sexe grupal, millor escena de sexe oral, millor guió, millor actor de repartiment i millor actriu de repartiment.

## Premis principals
Els guanyadors de les categories anunciats durant la cerimònia de lliurament de premis el 12 de gener de 2008 es destaquen en negreta.

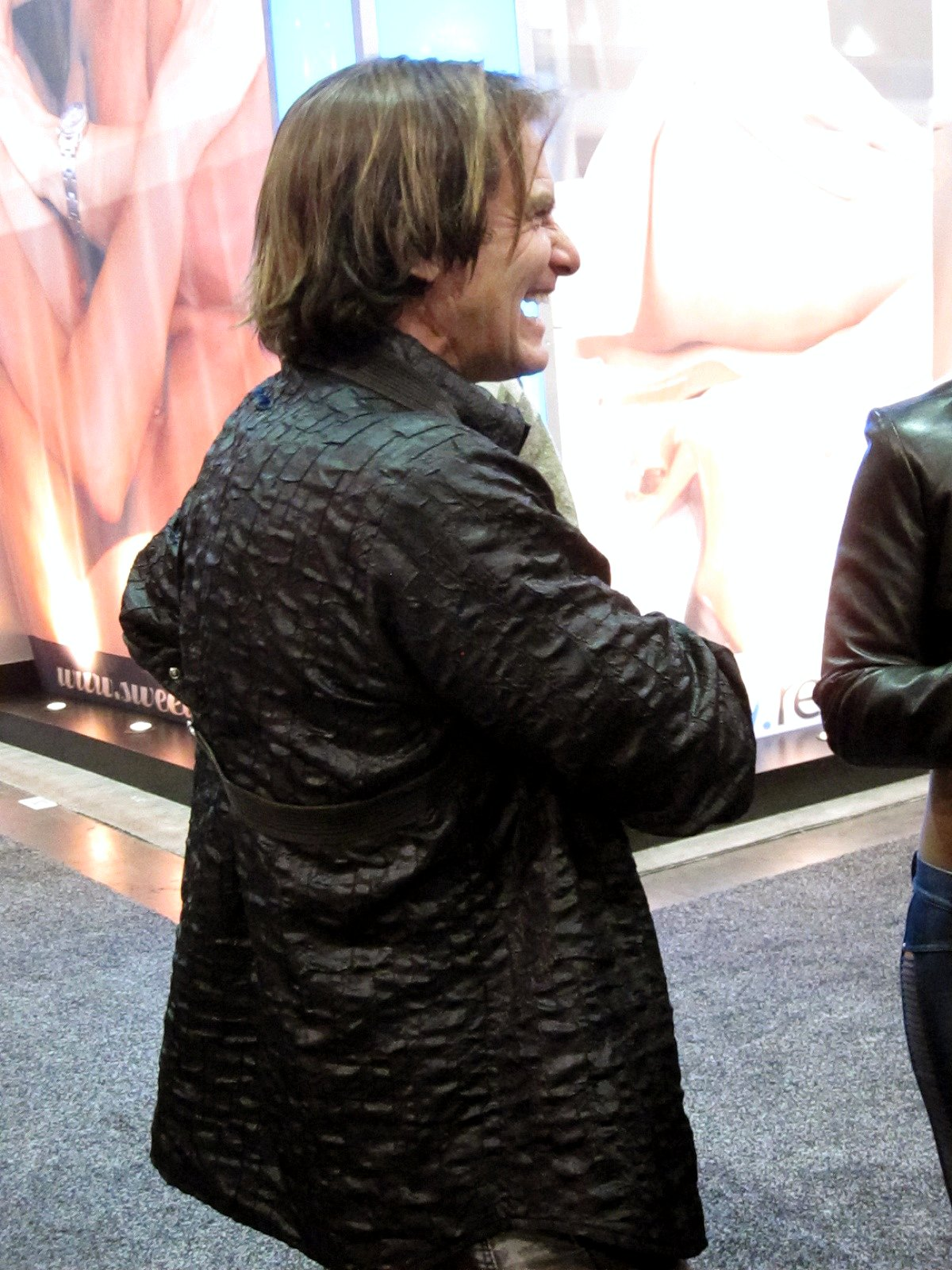
Evan Stone millor artista masculí de l’any

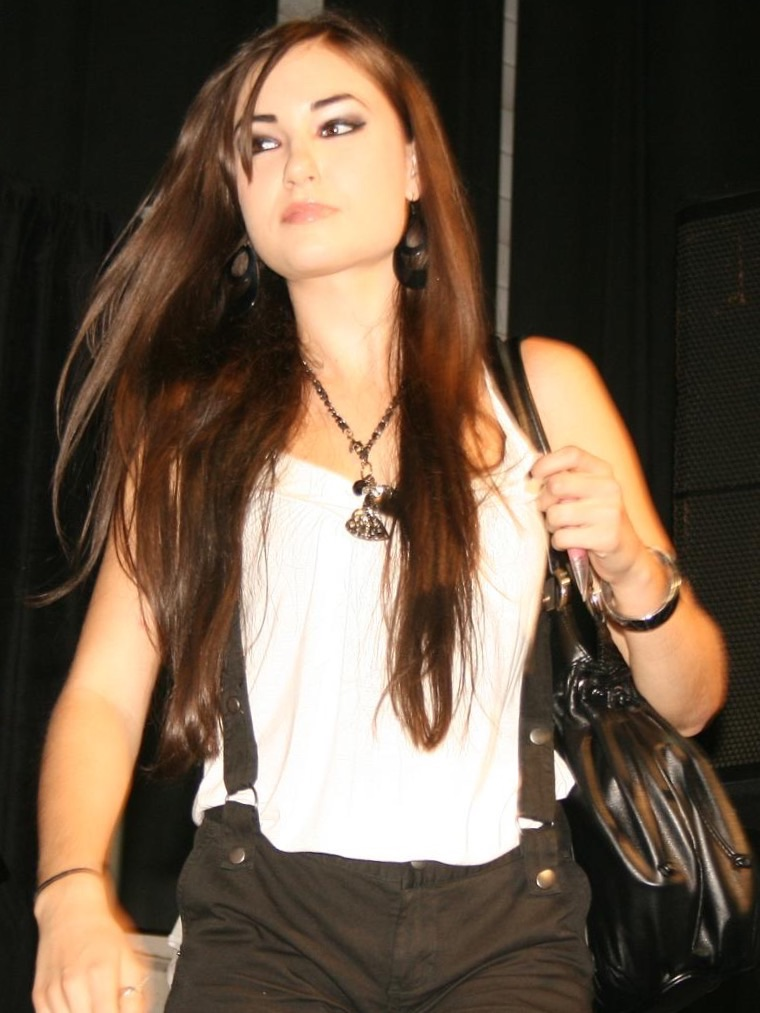
Sasha Grey millor artist femenina de l’any

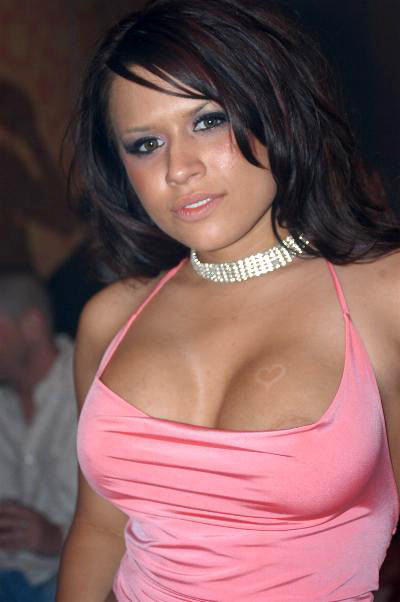
Eva Angelina millor actriu de vídeo per Upload

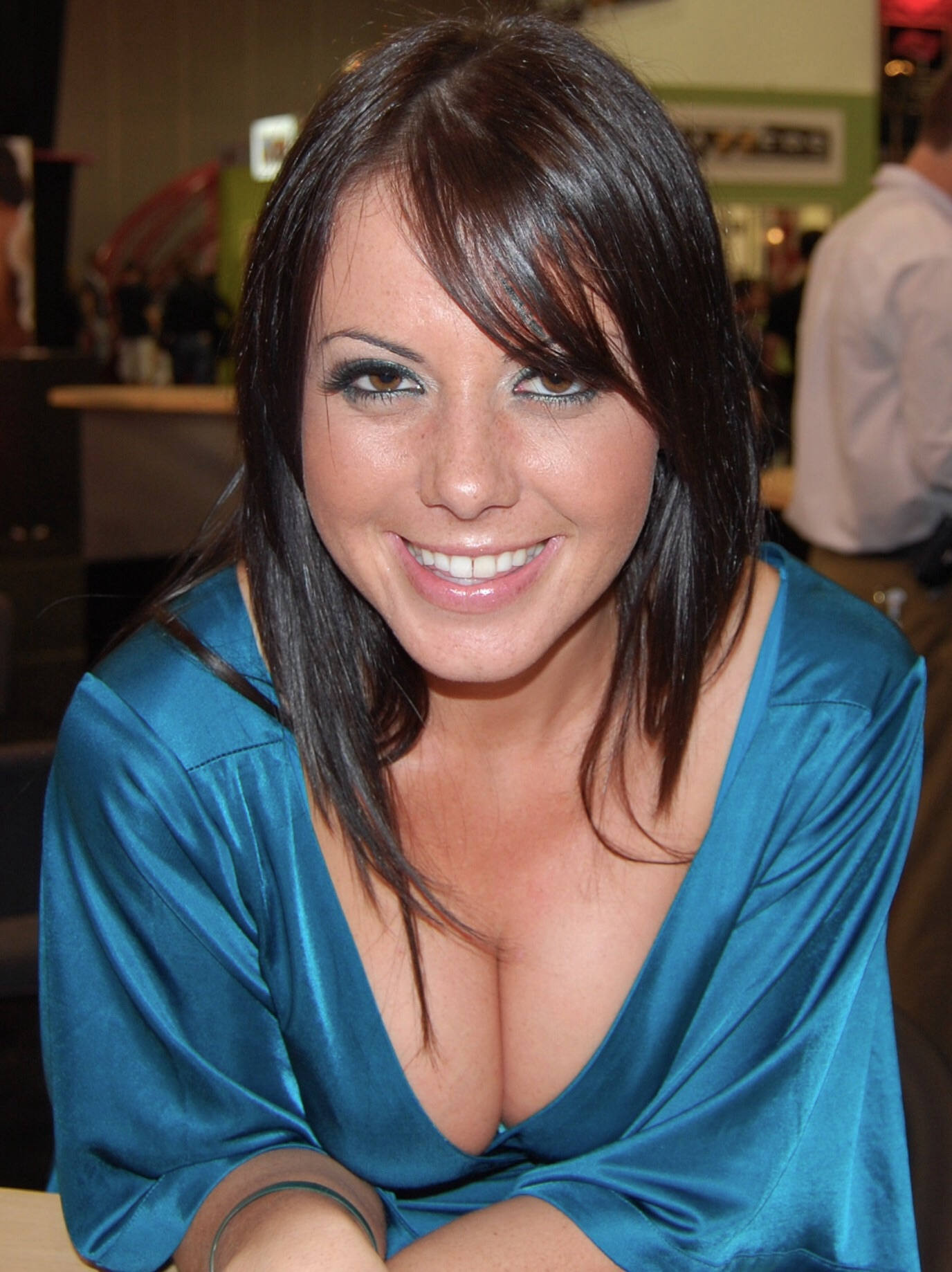
Penny Flame millor actriu de pel·lícula per Layout

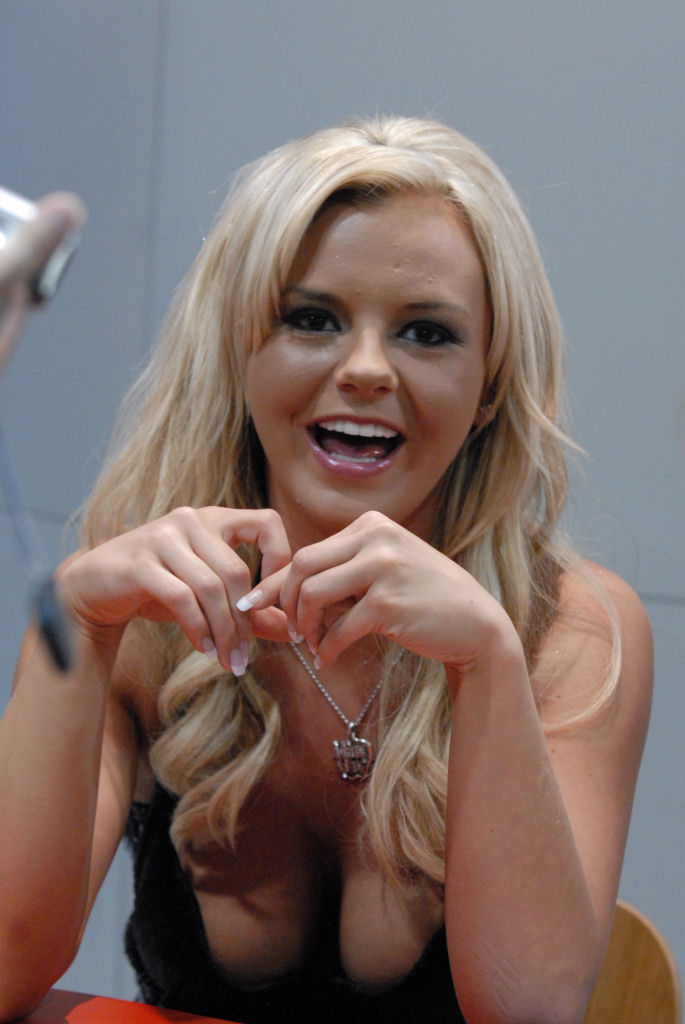
Bree Olson millor nova estrella

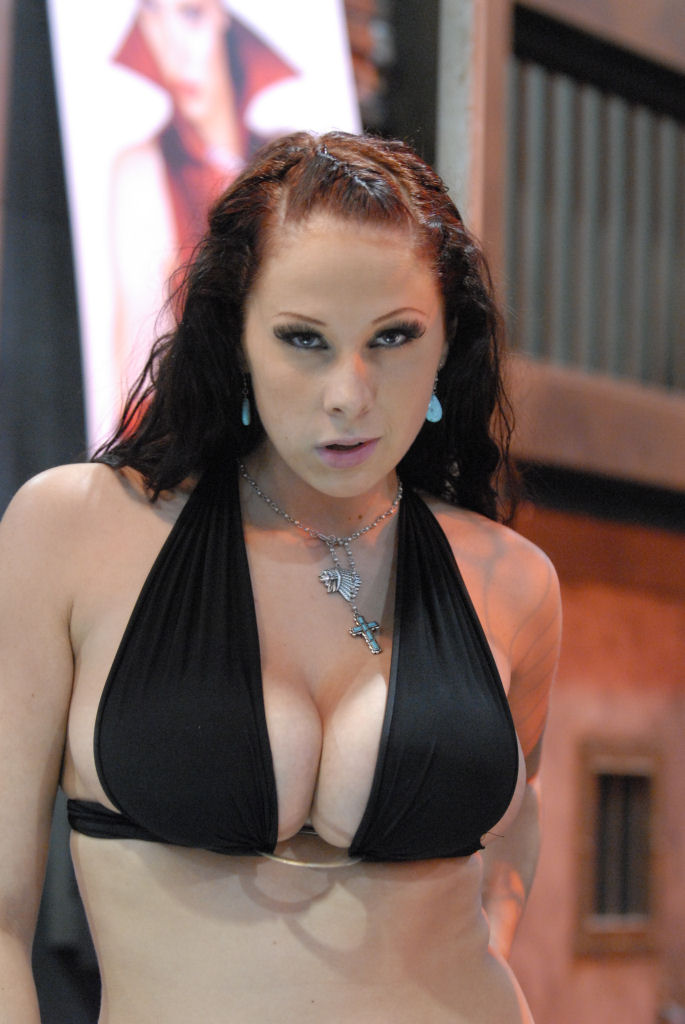
Gianna Michaels va ser l'estrella no reconeguda de l'any

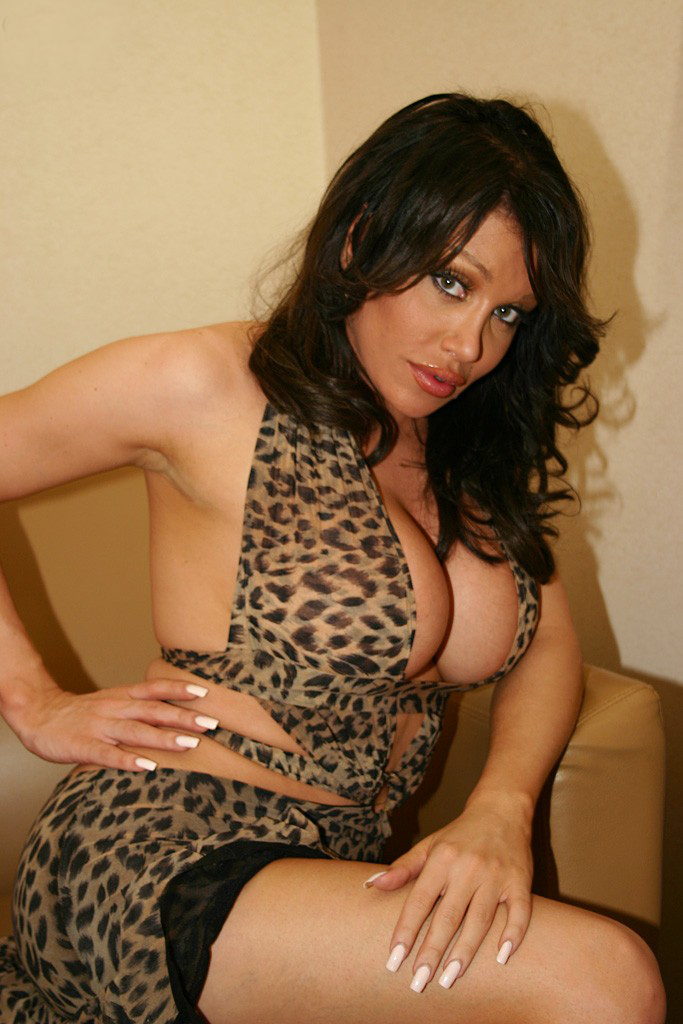
Allanah Starr, artista transsexual de l’any

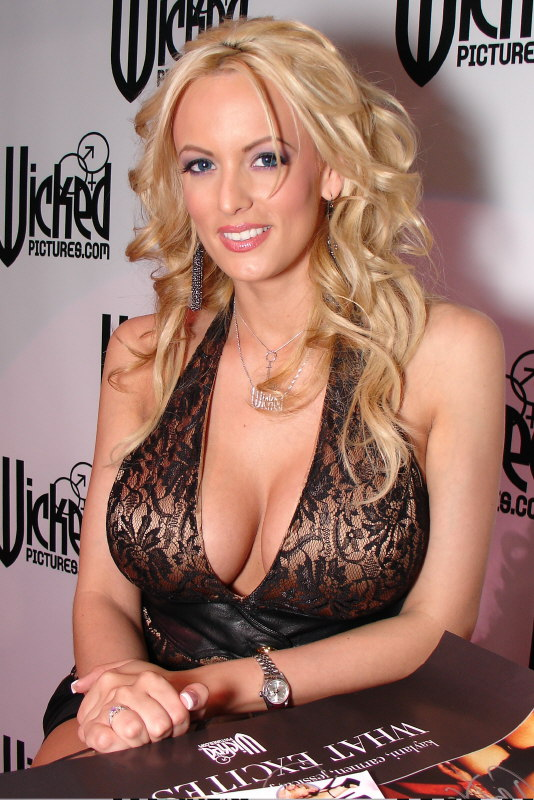
Stormy Daniels guanya el Jenna Jameson Crossover Star of the Year

| Millor actor de pel·lícula | Millor actriu de pel·lícula |
| --- | --- |
| Tom Byron, Layout (Vivid) Rod Fontana, Sex & Violins, Vivid Marcos Leon, Layout, Vivid Marty Romano, Flasher, Vivid Steven St. Croix, Sex & Violins, Vivid | Penny Flame, Layout (Vivid) Briana Banks, Layout, Vivid Roxy Jezel, Sex & Violins, Vivid Stefani Morgan, Debbie Does Dallas ... Again, Vivid Savanna Samson, Flasher, Vivid |
| Millor actor de vídeo | Millor actriu de vídeo |
| Brad Armstrong, Coming Home (Wicked) Barrett Blade, Nowhere Angels (Cal Vista/Metro) Chris Cannon, Dolores of My Heart (Pulpo Inc.) Tony De Sergio, Black Worm (Pulpo Inc.) Mike Horner, Not the Bradys XXX (Hustler) Nick Manning, Spunk'd the Movie (6969 Entertainment) Derrick Pierce, Upload (SexZ Pictures) Tony Pounds, American Dream (Vivid) Herschel Savage, Delilah (Wicked) Rocco Siffredi, Fashionistas Safado: Berlin (Evil Angel) Justin Slayer, Merc (Evil Angel) Randy Spears, Black Widow (Wicked) Steven St. Croix, Operation: Desert Stormy (Wicked) Evan Stone, Pulp Friction (Adam & Eve) Voodoo, Insertz (Wicked) | Eva Angelina, Upload (SexZ Pictures) Stormy Daniels, Black Widow, Wicked Jessica Drake, Delilah, Wicked Carmen Hart, Just Between Us, Wicked Jenna Jameson, Janine Loves Jenna, Club Jenna Roxy Jezel, For Love, Money or a Green Card, Wicked Tory Lane, Outkast, Sin City Kaylani Lei, Candelabra, Wicked Brianna Love, Brianna Love: Her Fine Sexy Self, Evil Angel Carmen Luvana, Lady Scarface, Adam & Eve Kirsten Price, Coming Home, Wicked Savanna Samson, Stood Up, Vivid Lorena Sanchez, Black Worm, Pulpo Inc. Hillary Scott, Not the Brady's XXX, Hustler Simone Valentino, Afrodite Superstar, Adam & Eve |
| Millor nouvingut masculí | Millor nova estrella |
| Alan Stafford Jordan Ash Mikey Butders Charles Dera Alex Gonz J-Mac Shorty Mac Justice Young | Bree Olson Audrey Bitoni Ashlynn Brooke Renae Cruz Maya Hills Paulina James Shay Jordan Alexis Love Natasha Nice Casey Parker Lorena Sanchez Lela Star Alexis Texas Veronique Vega Tera Wray |
| The Jenna Jameson Crossover Star of the Year | Estrella no reconeguda de l'any |
| Stormy Daniels Joanna Angel Mary Carey Summer Haze Jesse Jane Ron Jeremy Sunny Lane Gina Lynn Nick Manning Michelle Maylene Katie Morgan Tera Patrick Savanna Samson Evan Seinfeld Lexington Steele | Gianna Michaels Roxy DeVille Veronica Jett Katarina Kat Faith Leon Gianna Lynn Brooke Haven Lindsey Meadows Trina Michaels Mikayla Adrianna Nicole Amber Rayne Mia Rose Sammie Rhodes Bobbi Starr |
| Intèrpret femenina estrangera de l'any | Intèrpret femenina de l'any |
| Monica Mattos Baroka Balls Nikky Blond Caylian Curtis Suzie Diamond Diana Doll Clara G Isabel Ice Melissa Lauren Divinity Love Oksana Nikki Rider Liliane Tiger Tarra White Yasmine | Sasha Grey Monique Alexander Courtney Cummz Stormy Daniels Jada Fire Jenna Haze Jesse Jane Sunny Lane Rebeca Linares Brianna Love Kirsten Price Amy Ried Savanna Samson Annette Schwarz Hillary Scott |
| Premi a l'artista masculí de l'any | Artista transsexual de l’any |
| Evan Stone Marco Banderas James Deen Shane Diesel Erik Everhard Manuel Ferrara Tommy Gunn Dirty Harry Jean Val Jean Charlie Macc Nick Manning Mr. Marcus Mr. Pete Randy Spears Mark Wood | Alannah Starr Buck Angel Khloe Hart Sexy Jade Kourtney Yasmin Lee Carla Novaes Thays Schiavinato Vaniity Vicki Richter Wendy Williams |
| Millor pel·lícula | Director de l’any (Cos d’obra) |
| Layout, Vivid The Craving, Wicked Debbie Does Dallas ... Again, Vivid Fashion Underground, Vivid Flasher, Vivid Sex & Violins, Vivid X, Studio A | Jules Jordan Belladonna Cezar Capone Robby D. Stormy Daniels Jonni Darkko Rick Davis Alexander DeVoe Manuel Ferrara William H. Jake Malone Jim Powers Justin Slayer Paul Thomas Vince Vouyer |

### Altres premis d'actuació
- Millor actor secundari - Pel·lícula: Randy Spears
- Millor actor secundari - vídeo: Barrett Blade
- Millor actriu secundària - pel·lícula: Kylie Ireland
- Millor actriu secundària - vídeo: Hillary Scott
- Intèrpret estranger masculí de l'any: David Perry
- Millor interpretació tease: Brianna Love, Brianna Love: Her Fine Sexy Self
- Millor actuació no sexual: Bryn Pryor, Upload

## Millors escenes
Es destaquen en negreta els guanyadors de les categories anunciades durant la cerimònia de lliurament de premis el 12 de gener de 2008.

### Pel·lícula
| Millor escena sexual All-Girl | Millor escena sexual anal |
| --- | --- |
| Faith Leon, Monique Alexander & Stefani Morgan, Sex & Violins (Vivid) - - Savanna Samson & Brooke Haven, Flasher (Vivid) - Briana Banks & Penny Flame, Layout (Vivid) - Penny Flame & Joey, Layout (Vivid) - Cytherea & Melisande, X (Studio A)                                                                                       | Chelsie Rae & Tyler Knight, The Craving (Wicked) - - Staci Thorn & Marty Romano, Debbie Does Dallas ... Again (Vivid) - Savanna Samson & Manuel Ferrara, Flasher (Vivid) - Briana Banks & Kurt Lockwood, Layout (Vivid) - Roxy Jezel & Trent Tesoro, Sex & Violins (Vivid) |
| Millor escena sexual en parella | Millor escena sexual en grup |
| Penny Flame & Tom Byron, Layout (Vivid) - - Jessica Drake & Justin Magnum, The Craving (Wicked) - Stefani Morgan & Derrick Pierce, Debbie Does Dallas ... Again (Vivid) - Tera Patrick & Tommy Gunn, Fashion Underground (Teravision/Vivid) - Roxy Jezel & Steven St. Croix, Sex & Violins (Vivid) - Faith Leon & Anton, X (Studio A) | Stefani Morgan, Savanna Samson, Monique Alexander, Evan Stone, Christian & Jay Huntington, Debbie Does Dallas ... Again (Vivid) - - Penny Flame, Joey, Haley Scott & Tyce Bune, Layout (Vivid) - Briana Banks, Hillary Scott, Evan Stone & Brooke Haven, Layout (Vivid) - Stefani Morgan, Sandra Romain, Roxxy Rush & Jerry, Sex & Violins (Vivid) - Jessica Drake, Kimberly Kole, Kayla Carrera, Brooke Haven & Randy Spears, The Craving (Wicked) |
| Millor escena de sexe oral | |
| Kylie Ireland, Layout (Vivid) - - Jessica Drake, The Craving (Wicked) - Cara Lott, Flasher (Vivid) - Dillan Lauren & Luccia, Flasher (Vivid) | |

### Vídeo
| Millor escena de sexe All-Girl | Millor escena sexual anal |
| --- | --- |
| Sophia Santi, Alektra Blue, Sammie Rhodes, Angie Savage & Lexxi Tyler, Babysitters (Digital Playground) - - Belladonna & Naomi, Belladonna's Fucking Girls 4 (Evil Angel) - Bree Olson & Sasha Grey, Boundaries (Triangle) - Carmen Luvana & Courtney Cummz, Eden (Adam & Eve) - Elexis & Leighlani, Elexis and Her Girlfriends (Girlfriends Films) - Nikki Nine & Cayton Caley, The Erotic Adventures of Nikki Nine, Hustler Video - Kimberly Kane, Jolean & Akina, Erocktavison 6: Getcha Freak On, Dana Dane Productions/Pulse - Daisy Marie & Jenna Haze, Evilution 3, Manuel Ferrara/Evil Angel - Andie Valentino & Carli Banks, Fem Staccato, Ninn Worx_SR - Kimberly Kane & Charlotte Stokely, Girls Love Girls 2, Jonni Darkko/Evil Angel - Francesca Le & Stephanie Swift, Girlvana 3, Zero Tolerance Entertainment - Jenna Jameson, Janine & Justine Joli, Janine Loves Jenna, Club Jenna/Vivid - Gina Mond & Nadia, Sinema, Club Jenna/Vivid - Faith Leon & Selina Draagen, Through Her Eyes, Ninn Worx_SR - Orgy Scene, Where the Boys Aren't 18, Vivid Entertainment Group | Bree Olson & Brandon Iron, Big Wet Asses 10, Elegant Angel Productions - - Veronica Jett & Tommy Pistol, Ave X, Black Mirror Productions/VCA Pictures - Hillary Scott & Sascha, Butthole Whores, Belladonna/Evil Angel - Kelly Wells & Justin Long, Cuckold, Chatsworth Pictures/JM Productions - Brian Pumper & Aurora Jolie, Cum in My Booty, B. Pumper Productions/West Coast Productions - Mia Rose & Manuel Ferrara, Evilution 2, Manuel Ferrara/Evil Angel - Brianna Love & Rico Strong, Filth Cums First, Handheld Pictures/Digital Playground - Tory Lane, Vanessa Lane & Mr. Pete, Flesh Hunter 9, Jules Jordan Video - Bobbi Starr & Brandon Iron, Fuck Slaves 2, Jake Malone/Evil Angel - Ashley Blue & Corey Banks, Girlvert 13, JM Productions - Maya Gates & Mark Wood, I've Been Sodomized 3, Red Light District - Courtney Cummz & Tommy Gunn, Jack’s Playground 34, Digital Playground - Nina Hartley & Marco Banderas, Nina Hartley’s Guide to Porn Star Sex Secrets, Adam & Eve Pictures - Sativa Rose & Jean Val Jean, Pretty Pussies Please 3, Third Degree Films - Trina Michaels & Anthony Hardwood, Sophia Revealed, Club Jenna/Vivid |
| Millor escena sexual en parella | Millor escena sexual en grup |
| Jenna Haze & Manuel Ferrara, Evil Anal 2 (Evil Angel) - - Ashlynn Brooke & Mark Davis, Addicted Forever (New Sensations) - Rebeca Linares & Mark Ashley, Angels of Debauchery 6 (Evil Angel) - Aubrey Addams & Jules Jordan, Ass Worship 10 (Jules Jordan Video) - Stormy Daniels & Randy Spears, Black Widow (Wicked) - Brianna Love & Mr. Pete, Brianna Love Is Buttwoman (Elegant Angel) - Melissa Lauren & Nacho Vidal, Fashionistas Safado: Berlin (Evil Angel) - Gina Lynn & Jean Val Jean, Flesh Hunter 9 (Jules Jordan Video) - Jenni Lee & Johnny Sins, Fuck Club (Pure Play) - Jada Fire & Manuel Ferrara, Jada Fire Is Squirtwoman (Elegant Angel) - Jenna Jameson & Justin Sterling, Janine Loves Jenna (Club Jenna) - Belladonna & Tony T, Manhandled 2 (Evil Angel) - Hillary Scott & James Deen, Upload (SexZ Pictures) - Jayna Oso & Tommy Gunn, Zen (Wicked) | Annette Schwartz, Sintia Stone, Judith Fox, Vanessa Hill & Rocco Siffredi Fashionistas Safado: Berlin, Evil Angel - - Bree Olson, Amy Ried, Sascha & Marco Banderas DreamGirlz, Third Degree Films - Sarah Sun, Melissa Lauren, Steve Holmes, Joachim Kessef & Jazz Duro Fashionistas Safado: Berlin, Evil Angel - Sarah Jane, Lorelei, Brandon Iron & Jake Malone Fuck Slaves 2, Jake Malone/Evil Angel - Tory Lane, Annette Schwartz, Mr. Pete & John Strong The Good, the Bad, and the Slutty, Platinum X Productions - Jenna Jameson, Belladonna, Nikita Denise, Aurora Snow Cindy Crawford, Alaura Eden, Courtney & T.T. Boy I Dream of Jenna 2, Club Jenna/Vivid - Isabella Pacino, Shorty Mac, Rock, Byron Long, Devlin Weed, Lee Bang, Lefty, J Stroks, Justin Long & Jon Jon Little Red Rides the Hood 2, Black Market Entertainment - Jesse Jane, Rebeca Linares, Brianna Love & Marco Banderas Naked Aces 2, Digital Playground - Kelly Wells, Marco Banderas, John Strong & Brian Surewood Naomi’s Fuck Me, Harmony/Evil Angel - Jasse Monroe, Divine, Danae Denton, Jersey Cummings, Marc Anthony, Sean Michaels, Julia Bond, Lena Lang, Charlie Macc Jamie Elle, Aaralyn Barra, Nathan Threat, Daryn Darby, Cesar, Jon Jon, Lee Bang, Domineko & Sledge Hammer Orgy World 11, Evasive Angles Entertainment - Micah Moore, Riley Shy, Mike Adriano & Steve Holmes Rich Little Bitch, New Sensations - Gina Mond, Jean Val Jean, Johnny Castle, Nick Taylor & Jordan Ashley Sinema, Club Jenna/Vivid - Lexi Belle, Annette Schwartz, Bobbi Starr, Steve Holmes & Ian Scott Slutty & Sluttier 3, Manuel Ferrara/Evil Angel - Sasha Grey, Jenna Presley, Sierra Sinn & Mark Ashley Swallow My Squirt 4, Elegant Angel Productions - Eva Angelina, Julie Night, Veronica Rayne, Marsha Lord, Shannon Kelly Carly Parker, Kayden Faye, Faye Runaway, Aiden Starr, Mark Davis Alex Sanders, Tyler Knight, Sledge Hammer, Christian, Alex Gonz, Justice Young & Evan Stone Upload, SexZ Pictures |
| Millor escena de sexe oral | Escena sexual més escandalosa |
| Sasha Grey, Babysitters (Digital Playground) - - Rebeca Linares, Barely Legal 69 (Hustler) - Cindy Crawford, Black Snake Boned (JM Productions) - Francesca Felluci & Rachel Evans, Blow Banged (Doghouse Digital) - Maya Hills & Sasha Grey, Blow Me Sandwich 11 (Zero Tolerance) - Brianna Love, Brianna Love Is Buttwoman (Elegant Angel) - Belladonna, Fashionistas Safado: Berlin (Evil Angel) - Sasha Grey, Feeding Frenzy 9 (Jules Jordan Video) - Riley Shy, Gag Factor 24 (JM Productions) - Veronica Stone, Gangbang My Face 2 (Evil Angel) - Belladonna, I Dream of Jenna 2 (Club Jenna) - Brianna Love, I Wanna Get Face Fucked 4 (Anabolic Video) - Clare Dames, Sperm Splattered 4 (Platinum X) - Roxy DeVille, Swallow My Children (Loaded Digital/Metro) - Missy Monroe, X-Rated (FusXion/Metro) | - Cindy Crawford, Rick Masters & Audrey Hollander Ass Blasting Felching Anal Whores (JM Productions) - - Kissy Kapri & The Bukkake Boys, American Gokkun 3 (JM Productions) - Nikki Nievez, Anal Solo Masturbation (Robert Hill Releasing) - Belladonna & Claire Adams, Belladonna Fetish Fanatic 5 (Evil Angel - Sierra Sinn, Veronica Jett & Brian Surewood, Blow It Out Your Ass 2, (Elegant Angel) - Paris Gables, Cassandra Cruz, Kyle Stone, Scott Lyons, Rick Masters, John West, Dakota Frank Towers, Dominic & Matt Zane, Club Satan: The Witches Sabbath (Extreme Associates) - Kalla Monroe, Initiations 19 (Anabolic Video) - Katja Kassin & Alec Metro, Power Bitches 2 (Powersville/JM) - Mistress Nicolette & Wendy Williams, Shemale Fetish Extreme, (American Xcess) - Chelsea Rae, Sperm Receptacles 2 (Jules Jordan Video) - Sierra Sinn, Georgia Southe & Mark Ashley, Supersquirt 4 (Elegant Angel) - Tera Wray & Mark Zane, Tattooed & Tight (Matt Zane Productions) - Julie Night, Adrianna Nicole & Alex Sanders, Upload (SexZ Pictures) - Elizabeth Rollings, World's Biggest Fattest Cream Pie Gangbang White Ghetto/Devil's Film - Joanna Angel, Kylee Kross & Tommy Pistol, The XXXorcist (Burning Angel Entertainment) |

- Millor escena sexual trio: Rocco Siffredi, Katsuni, Melissa Lauren, Fashionistas Safado: Berlin (Evil Angel)
- Millor escena sexual POV: Sunny Lane, Goo Girls 26 (Rodnievision/Exquisite)
- Millor escena sexual en producció estrangera: Marsha Lord, Poppy Morgan, Joachim Kessef, Vanessa Hill, Sarah James, Kid Jamaica, Jazz Duro, Omar Galanti, Gianna, Kelly Stafford, Furious Fuckers: Final Race (Evil Angel)
- Millor escena sexual solo: Eva Angelina, Upload (SexZ Pictures)

## Millors llançaments
Les millors estrenes de l'any, seleccionades per gènere. Els guanyadors es mostren en cursiva, seguits de la empresa productora
- Llargmetratge en vídeo: Upload (SexZ Pictures)
- Estrena All-Girl: Girlvana 3 (Zero Tolerance)
- Sèrie All-Girl: Women Seeking Women (Girlfriends Films)
- Estrena All-Sex: G for Gianna (Evil Angel/Darkko Productions)
- Estrena Alternative: Buttman at Nudes a Poppin' 20 (Evil Angel
- Estrena Amateur: Cherries 56 (Homegrown Video/Pure Play Media)
- Sèrie Amateur: Intimate Moments (abbywinters.com)
- Sèrie de temàtica anal: Big Wet Asses (Elegant Angel)
- Estrena animada: Night Shift Nurses (Adult Source Media)
- Estrena BDSM: Bondage Thoughts (Daring Media Group)
- Estrena Big Bust: Gina Lynn's DD's and Derrieres 2 (Gina Lynn Distribution)
- Sèrie Big Bust: Big Natural Breasts (New Sensations)
- Sèrie de vídeo de continuïtat: Belladonna: Manhandled (Evil Angel/Belladonna)
- Estrena de temàtica ètnica - Asiàtic: Anabolic Asians 5 (Anabolic Video)
- Estrena de temàtica ètnica - Negre: Big Phat Black Wet Butts 7 (Evasive Angles)
- Estrena de temàtica ètnica - Llatí: Big Latin Wet Butts 5 (Evasive Angles)
- Sèrie de temàtica ètnica - Asiàtic: Asian 1 on 1 (Naughty America/Pure Play Media)
- Sèrie de temàtica ètnica - Negre: Black Reign (Mercenary Pictures)
- Sèrie de temàtica ètnica - Llatí: Chicks & Salsa (Third Degree)
- Estrena Fem-Dom Strap-On: Babes Ballin' Boys 17 (Pleasure Productions)
- Estrena Fetitx del Peu: Stiletto (Pulse/Penthouse)
- Estrena estrangera All-Sex: Angel Perverse 8 (Evil Angel/Euro Angel)
- Sèrie estrangera All-Sex: Ass Jazz (Evil Angel/Buttman Magazine Choice)
- Pel·lícula estrangera: Furious Fuckers: Final Race (Evil Angel/Rocco Siffredi)
- Estrena Gonzo: Brianna Love Is Buttwoman (Elegant Angel)
- Sèrie Gonzo: Bang Bus (Bang Bros)
- Estrena High End All-Sex: Broken (Vivid)
- Estrena Internal: All Internal 5 (Jules Jordan/Cruel Media)
- Sèrie Internal: 5 Guy Cream Pie (Kick Ass Pictures)
- Estrena Interracial: Black Owned 2 (Jules Jordan Video)
- Sèrie Interracial: My Daughter's Fucking Blackzilla! (Hush Hush)
- Estrena MILF: It’s a Mommy Thing (Elegant Angel)
- Sèrie MILF: Momma Knows Best (Red Light District)
- Estrena POV: Fucked on Sight 2 (Evil Angel/Manuel Ferrara)
- Sèrie POV: Fucked on Sight (Evil Angel/Manuel Ferrara)
- Estrena Pro-Am: Breakin' 'Em In 11 (Vouyer Media)
- Sèrie Pro-Am: Filthy's First Taste (Vivid/Club Jenna)
- Estrena temàtica oral: Face Full of Diesel (Digital Sin)
- Sèrie temàtica oral: Feeding Frenzy (Jules Jordan Video)
- Comèdia sexual: Operation Desert Stormy (Wicked)
- Estrena Vignette: Babysitters (Digital Playground)
- Sèrie Vignette: Barely Legal School Girls (Hustler)
- Estrena transsexual: Transsexual Babysitters 2 (Devil's Film)
- Sèrie transsexual: Transsexual Prostitutes (Devil's Film)
- Estrena Spanking: Baltimore Brat 2 (Kelly Payne Productions)
- Estrena especialitat, Altres gèneres: Cum On My Tattoo 3 (BurningAngel/Pulse)
- Sèrie especialitat, altres gèneres: Jack's Leg Show (Digital Playground)
- Estrena Squirting: Flower's Squirt Shower 4 (Elegant Angel)
- Sèrie Squirting: Jada Fire Is Squirtwoman (Elegant Angel)
- Estrena solo: Extreme Holly Goes Solo (Pink Visual Productions)
- Títol més llogat de l’any – 2007: Debbie Does Dallas ... Again, (Vivid)
- Títol més venut de l’any – 2007: Pirates, (Adam & Eve/Digital Playground)

## Premis honoraris

### Saló de la Fama
- Brittany Andrews
- Jay Ashley
- Skye Blue
- Jake Jacobs
- Angel Kelly
- Dyanna Lauren
- Michael Raven
- Raylene
- Ruby
- Alexandra Silk
- Angela Summers
- Tasha Voux

### Saló de la Fama – Branca Fundadors
- Martin Rothstein, Model Distributors
- Teddy Rothstein, Star Distributors
- Kenneth Guarino, Metro Home Video

### Premis Reuben Sturman
- Jeff Steward, JM Productions - Qui va lluitar frontalment contra la persecució federal per obscenitat i va guanyar.[4]
- Rondee Kamins, General Video of America - Per la seva victòria a la cort d'apel·lacions que va anul·lar 2257 regulacions com a inconstitucionals. Kamins va advertir que "la llibertat no és gratuïta" i que els 50 estats tenen algun tipus de restriccions oneroses sobre l'entreteniment per a adults.[4]

## Premis tècnics
Els guanyadors es mostren en cursiva, seguits de la empresa productora.
- Millro direcció artística - pel·lícula: The Craving (Wicked)
- Millro direcció artística - vídeo: Fashionistas Safado: Berlin (Evil Angel)
- Millor fotografia: Fashion Underground (Vivid/Teravision)
- Millor DVD clàssic: Debbie Does Dallas (VCX)
- Millor director - pel·lícula: Paul Thomas, Layout (Vivid)
- Millor director – estrena estrangera: Alessandro Del Mar, Dangerous Sex (Private USA/Pure Play Media)
- Millor director – no pel·lícula: Belladonna, Belladonna: Manhandled 2 (Belladonna/Evil Angel)
- Millor director - vídeo: John Stagliano, Fashionistas Safado: Berlin (Evil Angel)
- Millor extres DVD: Upload (SexZ Pictures)
- Millor menús DVD: Not the Bradys XXX (Hustler/X-Play)
- Millor muntatge - pel·lícula: Andrew Blake, X (Studio A)
- Millor muntatge - vídeo: John Stagliano, Fashionistas Safado: Berlin (Evil Angel)
- Millor producció en HD: Fashionistas Safado: Berlin (Evil Angel)
- Millor DVD interactiu: (tie) InTERActive (Teravision/Hustler) & Interactive Sex with Jenna Haze (Zero Toerance)
- Millor música: Afrodite Superstar (Femme Chocolat/Adam & Eve)
- Millor nova empresa productora de vídeo: Silver Sinema
- Millor campanya de màrqueting en línia, imatge de l'empresa: Club Jenna
- Millor campanya de màrqueting en línia, projecte individual: Debbie Does Dallas... Again (Vivid)
- Millor campanya de màrqueting global, imatge de l'empresa: Vivid Entertainment
- Millor campanya de màrqueting global, projecte individual: Coming Home (Wicked)
- Millor embalatge: Janine Loves Jenna [Doble Disc] (Club Jenna)
- Millor innovació en embalatge: The Exquisite Multimedia Lighted Boxes (Exquisite Multimedia)
- Millor lloc web de venda al detall, lloguers: SugarDVD
- Millor lloc web minorista, vendes: AdultDVDEmpire.com
- Millor guió, pel·lícula: Layout, Phil Noir (Vivid)
- Millor guió, Video: Upload, Eli Cross (SexZ Pictures)
- Millors efectes especials: Upload (SexZ Pictures)
- Millor videografia: Black Worm (Pulpo)